# Liophis breviceps
Liophis breviceps este o specie de șerpi din genul Liophis, familia Colubridae, descrisă de Cope 1861.

## Subspecii
Această specie cuprinde următoarele subspecii:
- L. b. breviceps
- L. b. canaima